# Archipel de Vaasa
L'archipel de Vaasa (finnois : Vaasan saaristo, suédois : Vasa skärgård) est l'archipel qui se trouve dans les limites de la ville de  Vaasa en Finlande.
Toutefois le nom peut parfois faire référence à la plus grande zone de l'archipel de Kvarken et à des degrés divers de Närpes au sud à Nykarleby au nord.

## Géographie
L'archipel de Vaasa peut être divisé en l'archipel de Gerby-Västervik au nord et l'archipel de Sundom au sud.
En 2013, l'archipel comptait 2 500 chalets d'été, la superficie des terres était de 56 km2, en raison du soulèvement des terres la superficie des terres est en constante augmentation.
L'archipel de Sundom et le port de pêche de Långskär et ses environs appartiennent au site du patrimoine mondial du Kvarken.

## Îles
L'archipel comprend de nombreuses iles dont:
| - Andören - Annskäret - Apteekki - Äspskäret - Båtskäret - Bengtskäret-Revlarna - Björnskäret - Boskär - Caprera - Fjärdsgrund - Fjärdskäret - Garrören - Gåsgrund | - Gloskäret - Hietasaari - Horsskäret - Inre Torgrund - Johannesgrund - Kalvskinnsgrund - Kantörarna - Lammassaari - Långgrynnan - Långskäret - Långören - Mansikkasaari - Mastören | - Norrgrynnan - Östmans skäret - Räätälinsaari - Rönnskäret - Stavas Svedjeskäret - Stora Svedjeskäret - Storskär - Tistronskärsbådarna - Torskäret - Tuomarinkari - Vaskiluoto - Yttre Torgrund |

## Galerie

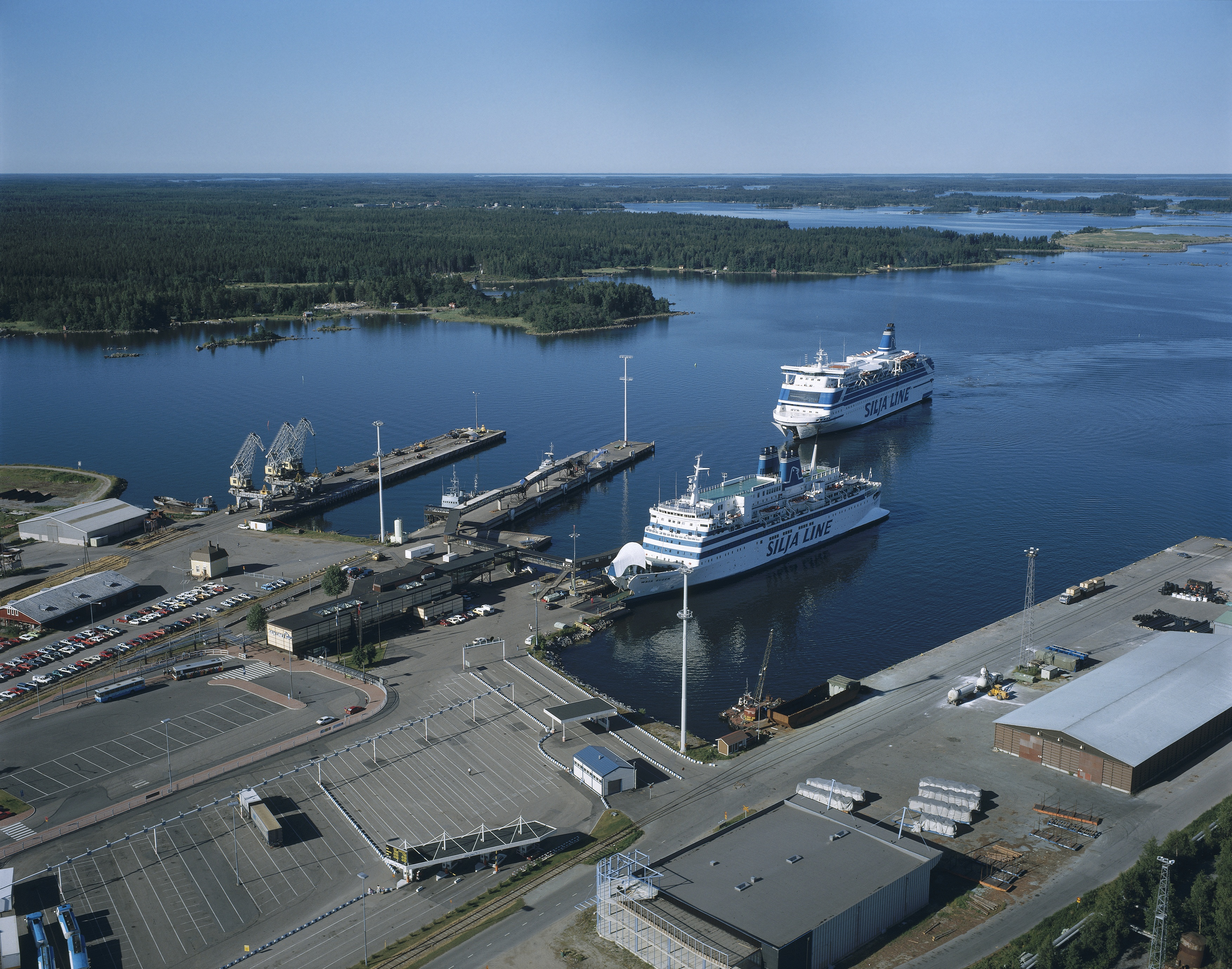
Le port de Vasklot et au fond l'archipel de Sundom.